# 溪涧楼梯草
溪涧楼梯草（学名：Elatostema rivulare）为荨麻科楼梯草属下的一个种。

## 扩展阅读
- 維基物種上的相關：溪涧楼梯草